# Rosa fujisanensis
Rosa fujisanensis es una especie de planta del género Rosa, de la familia Rosaceae.

## Taxonomía
Rosa fujisanensis fue descrita por Makino en 1913.

## Distribución
Se encuentra en el territorio de Japón.